# Leioproctus rugatus
Leioproctus rugatus là một loài Hymenoptera trong họ Colletidae. Loài này được Urban mô tả khoa học năm 1995.